# Il diario del diavolo
Il diario del diavolo (Devil's Diary) è un film horror per la televisione, diretto da Farhad Mann ed interpretato da Alexz Johnson, Magda Apanowicz, Deanna Casaluce e Miriam McDonald. 

## Trama
Quando due amiche, Dominique ed Ursula, trovano di notte un libro antico in un cimitero, scoprono che questo libro ha poteri sovrannaturali che permettono a qualsiasi desiderio scritto in esso di realizzarsi. In una serie di atti di vendetta, Ursula fa del male a tutti coloro che si oppongono. Dominique capisce che quel libro riempie tutti coloro che lo posseggono con la sensazione di avere il potere assoluto. Ora Dominique deve trovare un modo per distruggere il libro, prima che questo distrugga loro.